# ام‌ام‌سی کورپوریشن
ام‌ام‌سی کورپوریشن (انگلیسی: MMC Corporation) شرکت خوشه‌ای مالزیایی است، که در سال ۱۹۱۱ تأسیس شد.